# 三木龍喜
三木 龍喜（みき たつよし, 1904年2月11日 - 1966年1月9日）は、香川県高松市出身の男子テニス選手。大阪高等商業学校（現大阪市立大学）卒業。
1934年のウィンブルドン混合ダブルス部門でドロシー・ラウンド（イギリス）とペアを組んで優勝し、日本人初のグランドスラム優勝者になった選手。また現在でもウィンブルドン男子・ウィンブルドン混合・4大大会男子混合の最後の日本人優勝者である。
英語文献では“Ryuki Miki”（リュウキ・ミキ）という表記で掲載されることも多い。海外の同僚選手たちからは「ミッキー」と呼ばれることも多かった。

## 人物
通信省官吏・三木喜次郎の子として高松市に生まれる。祖父の三木伊平は最後の讃岐松平藩主松平頼聡に仕えた土族で、三木家は明治維新により武士から官吏に転じた典型的な家系で、家は裕福だった。大阪府立今宮中学校（現・大阪府立今宮高等学校）庭球部に所属、軟式テニスにおいて次第に頭角を現わし、1922年に大阪市立高等商業学校に入学し、先輩に硬式の手ほどきを受けた。
三木龍喜は1923年から「全日本テニスランキング」に登場したが、1924年から1926年にかけて全日本テニス選手権の男子シングルスで3年連続の準優勝に終わったこともあり、選手層の厚かった当時の日本男子テニス界ではあまり目立つ存在ではなかった。1927年に1度全米選手権に出場したが、1回戦敗退に終わる。1929年から1934年まで、三木は6年連続でウィンブルドンの男子シングルスに出場し、その間1930年から1933年まで4年連続の3回戦に進出した。ウィンブルドンの3回戦で敗れた対戦相手は、1931年がジャン・ボロトラ、1932年がウィルマー・アリソン（アメリカ）、1933年がエルスワース・バインズといった強豪選手たちだった。混合ダブルスで優勝した1934年は、シングルスでは2回戦敗退に終わっている。混合ダブルス部門で三木はイギリスの名選手、ドロシー・ラウンドの良きサポートを得て勝ち進み、決勝でヘンリー・オースチンとドロシー・シェパード＝バロン（ともにイギリス）の組を 3-6, 6-4, 6-0 の逆転で破った。その前年、1933年のウィンブルドン男子ダブルス決勝戦で佐藤次郎と布井良助の組がフランスの強豪ペア、ジャン・ボロトラとジャック・ブルニョンの組に逆転で敗れ、日本人選手初のウィンブルドン優勝を逃した。佐藤はこの後、1934年4月5日にマラッカ海峡で投身自殺をしてしまい、他の選手たちは計り知れないショックの中で戦っていた。その3ヶ月後、三木がラウンドとの混合ダブルスで優勝し、前年に佐藤と布井が果たせなかった夢を実現させたのである。三木はこの1934年大会を最後に、ウィンブルドン選手権を退いた。
三木は全仏選手権にも1930年、1932年、1933年の3度出場し、最初の2度は2回戦敗退で止まったが、1933年に3回戦進出がある。この3回戦で、三木はオーストラリアのジャック・クロフォードに 6-2, 3-6, 8-10, 4-6 の逆転で敗れた。（第2シードのクロフォードはその後、準決勝で佐藤次郎に勝ち、決勝ではフランスのアンリ・コシェを破って初優勝を飾り、全仏選手権で大会史上初のフランス人選手以外の優勝者となった。）男子テニス国別対抗戦・デビスカップには1932年に日本代表選手として出場し、「ヨーロッパ・ゾーン」の準決勝でイタリアに敗れたが、三木の出場試合はすべて佐藤次郎とのダブルスであった。選手引退後は静かな余生を送り、1966年1月9日に東京にて61歳で亡くなった。

## グランドスラム決勝 (1)

### 混合ダブルス (1-0)
| 結果 | 年   | 大会           | パートナー         | 相手                                            | スコア        |
| ---- | ---- | -------------- | ------------------ | ----------------------------------------------- | ------------- |
| 優勝 | 1934 | ウィンブルドン | ドロシー・ラウンド | ドロシー・シェパード＝バロン バニー・オースチン | 3–6, 6–4, 6–0 |